# 971 هـ
971 هـ هي سنة في التقويم الهجري امتدت مقابلةً في التقويم الميلادي بين سنتي 1563 و1564.

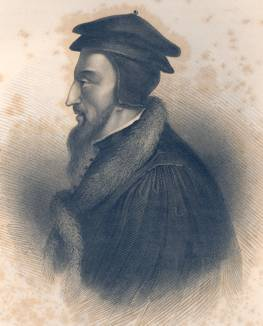
جان كالفن

## مواليد
- ولد شيخ أحمد السرهندي الفاروقي صاحب لقت مجدد اللف الثانية في قرية سرهند.

## وفيات
- شكيبي التبريزي
- جان كالفن، مصلح ديني فرنسي (ولد 914 هـ)